# Kukori és Kotkoda
A Kukori és Kotkoda magyar televíziós rajzfilmsorozat, amelynek forgatókönyvét Bálint Ágnes írta, Mata János rendezte.
Ez volt az első olyan mesesorozat, amely a Magyar Televízió megrendelésére készült. Az 1970-ben útjára induló rajzfilmsorozat alapötletét Bálint Ágnes egyik kolléganője adta; aki gyakran panaszkodott arra, hogy férje nem hajlandó semmilyen házimunka elvégzésére. Így született meg Kukori, aki lustaságával minden epizódban felbosszantja Kotkodát.
A rajzfilmsorozatból 1970 és 1972 között két széria, összesen 26 epizód készült el.

## Rövid cselekmény
Kukori és Kotkoda boldog házasságban élnek, azonban Kukori lustasága gyakran bosszantja Kotkodát, és okoz bonyodalmakat. Kukori ugyanis csak vonakodva végzi el a házimunkát; hiába kéri Kotkoda hogy kapirgálja ki a gyomot a kukorica közül, vagy éppen porolja ki a szőnyeget, Kukori folyamatosan azon töri a fejét, hogyan kerülhetné el a munkát.
Ebben jó barátja, Kopasznyakú is segítségére van, aki rendszerint segít Kukorinak kibújni a munka alól. A két jóbarát azonban mindig pórul jár, és Kotkoda végül megleckézteti a lusta Kukorit…

## Alkotók
- Írta: Bálint Ágnes
- Tervezte és rendezte: Mata János
- Társrendezők: Szabó Szabolcs, Szombati-Szabó Csaba, Vásárhelyi Magda
- Zenéjét szerezte: Lovas Ferenc
- Operatőr: Bacsó Zoltán, Csepela Attila, Klausz András, Körmöci Judit
- Segédoperatőr: Kassai Klári, Körmöci Judit
- Hangmérnök: Bársony Péter
- Vágó: Czipauer János, Hap Magda
- Vágóasszisztens: Gyöpös Kati, Tormási Gizella (10-11)
- Háttér: Rádóczy Gy. Gábor, Ruttka Ferenc (22-26)
- Mozdulattervezők: Hernádi Edit, Kiss Ilona, Kökény Anikó, Nyírő Erzsébet, Pál Emmi
- Rajzolták: Bátai Éva, Csiszér Ágnes, Hernádi Edit, Fillenz István, Kaim Miklós (7. részben), Kiss Iván, Liska Laura (21. részben), Nyírő Erzsébet, Orbán Anna, Radvány Zsuzsa, Rajkay György, Szabados Mária (25-26), Szabó Éva (1. részben), Szalay Edit, Szörényi Dalma
- Munkatársak: Dévényi Olga, Hódy Béláné, Katona Edit, Körmöci Judit, Mátrai Éva, Paál Klári, Ősz Szabó Éva, Szabó Judit, Szántai Éva, Zoltán Anikó
- Animációs rendezők: Kiss Ilona, Kökény Anikó
- Asszisztens: Bende Zsófi (22-26)
- Színes technika: Dobrányi Géza
- Felvételvezető: Ács Karola, Dreilinger Zsuzsa (10. részben)
- Gyártásvezető: Bártfai Miklós (10. részben), Kunz Román, Szigeti Ágnes
- Produkciós vezető: Gyöpös Sándor, Kunz Román

Készítette a Magyar Televízió megbízásából a Pannónia Filmstúdió

## Szereplők
- Kukori – Márkus László
- Kotkoda – Psota Irén (1. évad), Hacser Józsa (2. évad)
- Kopasznyakú – Szuhay Balázs
- Szöcske – Kóti Kati

Egyéb szereplők hangjai (ABC-sorrendben)
- Bánhidi László – varjú, sas
- Deák B. Ferenc – vizsla, papagáj
- Dömsödi János – Pulyka, liba
- Faragó Sári – csibe, Csibi
- Farkas Antal – sólyom edző
- Győri Ilona – Klotild
- Horváth Gyula – Hápogi, gúnár filmrendező, kukás varjú,
parkőr kutyája, foci kommentátor, újságos komondor, rendező
- Horváth Pál – darazsak, hangosbemondó, harcsa
- Kaszás László – szöcske (1. rész), róka
- Kautzky József – hattyú
- Képessy József – kertész ürge, kánya
- Kern András – műsorvezető
- Pártos Erzsi – gesztenyeárus nyúl
- Pathó István – asszisztens, riporter, Csabi
- Sándor Iza – pénztáros tyúk
- Seress János – TV bemondó
- Simor Erzsi – Pulykáné, lepke, kacsa hölgy, gerle hölgy, csibe
- Szersén Gyula – kecske
- Tábori Nóra – Kánya Linka néni a telefonon
- Tahi Tóth László – magas betörő róka
- Tyll Attila – kövér betörő róka

## Epizódok
| Évad | Évad | Részek száma | Részek száma | Eredeti sugárzás    | Eredeti sugárzás | Magyar adó       |
| Évad | Évad | Részek száma | Részek száma | Évadbemutató        | Évadzáró         | Magyar adó       |
| ---- | ---- | ------------ | ------------ | ------------------- | ---------------- | ---------------- |
|      | 1.   | 13           | 13           | 1971. április 4.    | 1971. június 26. | Magyar Televízió |
|      | 2.   | 13           | 13           | 1972. augusztus 19. | 1973. január 2.  | Magyar Televízió |

### 1. évad (1971)
| Sor. | Év. | Cím                       | Rendező                      | Író          | Premier           |
| --- | --- | ------------------------- | ---------------------------- | ------------ | ----------------- |
| 1. | 1.  | A baromfiudvar réme       | Mata János, Szabó Szabolcs   | Bálint Ágnes | 1971. április 4.  |
| 2. | 2.  | Tojásfesztivál            | Mata János                   | Bálint Ágnes | 1971. április 10. |
| 3. | 3.  | Városi lakás              | Mata János                   | Bálint Ágnes | 1971. április 17. |
| 4. | 4.  | Volt-nincs                | Mata János                   | Bálint Ágnes | 1971. április 24. |
| 5. | 5.  | A hattyú                  | Mata János                   | Bálint Ágnes | 1971. április 30. |
| Kukori faleveleket gyűjt a szemétdombja díszítéséhez. Kopasznyakú barátja azonban tájékoztatja arról, hogy a legújabb divat a tejfölös doboz. Kotkoda otthon palacsintát süt, de felsül vele. Kukori hazaér, s a konyha hűtőjébe matat. Kotkoda kérdőre vonja férjét, s az válaszol a szemétdombdivattal kapcsolatban. Kotkoda felhívja Kukori figyelmét, hogy fontosabb dolguk is van annál, minthogy a szemétdombjukat díszítgessék. Eközben a szomszédban Pulykáék rádiót hallgatnak, amikor hirtelen feltámad a szél, és Kukoriék szemétdombja felét átfújja Pulykáékhoz. Hogy az előbbi baleset még egyszer meg ne történjen, Pulyka úr egy perzsa szőnyeggel takarja le Kukoriék szemétdombját, mondva, hogy egy hattyú érkezik hozzájuk vendégségbe, és a szemétdomb ne csúfítsa a tájat. Kukori haragosan, de beleegyezik a letakarásba. Ekkor megérkezik a hattyú, nyakában egy fényképezőgéppel. A köszöntés után a hattyú a tanyasi gyermekkoráról mesél Pulykáéknak. Pulykáék tájékoztatják, hogy van a szomszédban egy szemétdomb, mely falusi emlékeket idéz. A hattyú átszól Kukoriéknak, hogy vegyék le a perzsaszőnyeget a szemétdombról. Kukori nem egyezik bele, arra hivatkozván, hogy nem szép a domb és nincs meg a teteje nem, de végül leveszik a szőnyeget. A hattyú csinál pár gyönyörű fényképet Kukoriról és Kotkodáról, ahogy állnak a szemétdombon. A hattyú távoztával Kukoriék megmutatják Hápoginak a fényképeket, aki megdicséri azokat. |     |                           |                              |              |                   |
| 6. | 6.  | Rézsarkantyú              | Mata János                   | Bálint Ágnes | 1971. május 8.    |
| 7. | 7.  | Végtelen giliszta         | Mata János, Vásárhelyi Magda | Bálint Ágnes | 1971. május 15.   |
| 8. | 8.  | Aranytojás                | Mata János                   | Bálint Ágnes | 1971. május 22.   |
| 9. | 9.  | Kakasviadal               | Mata János                   | Bálint Ágnes | 1971. május 29.   |
| 10. | 10. | Saját kacsaúsztató        | Mata János                   | Bálint Ágnes | 1971. június 5.   |
| 11. | 11. | Kacsakórus                | Mata János                   | Bálint Ágnes | 1971. június 19.  |
| 12. | 12. | A születésnapi szemétdomb | Mata János                   | Bálint Ágnes | 1971. június 26.  |
| 13. | 13. | Hajrá, darazsak!          | Mata János                   | Bálint Ágnes | 1971. június 12.  |

### 2. évad (1972–73)
| Sor. | Év. | Cím                     | Rendező                          | Író          | Premier              |
| --- | --- | ----------------------- | -------------------------------- | ------------ | -------------------- |
| 14. | 1.  | Műmenyét                | Mata János                       | Bálint Ágnes | 1972. december 22.   |
| Hápogi szomszéd egy kis salátát kér Kotkodától és sajnálatát fejezi ki, amiért a szegény jószívű tyúkasszony egyedül vesződik a kerttel, Kukori pedig sehol. A kakas odasettenkedik hozzájuk egy felfújható műmenyéttel és megijeszti őket. Kukori „trenírozni” akar az eszközzel, ha esetleg egyszer egy garázda állat támadna rájuk, valójában ez csak egy kifogás a munkakerülésre. Hápogi tervet eszel ki Kukori megleckéztetésére: Kopasznyakút beöltöztetik egy menyétjelmezbe, mialatt Kukori alszik, elveszik mellőle a műmenyétet és a beöltözött Kopasznyakú foglalja el a helyét. Kukori azt hiszi, igazi menyéttel áll szemben és nyomban inába száll a bátorsága, Kotkoda szoknyája mögé bújva el. A megszégyenült Kukori elismeri, hogy egy lusta és nagyszájú kakas csupán és jelenlevő tanúk előtt megesküszik, mostantól segíteni fog nejének, elsőként a kukoricadarálásban. |     |                         |                                  |              |                      |
| 15. | 2.  | Érik a szőlő            | Mata János, Szombati Szabó Csaba | Bálint Ágnes | 1972. szeptember 30. |
| Kukori és Kopasznyakú egy derűs őszi napon beszerel egy csapot a kertbe, ami úgy szórja a vizet a tetőről, mintha esne az eső. Így Kukorinak nem kell dolgoznia a kertben, mert Kotkoda, az ablakból látva az esős időjárást, visszafekszik aludni. Kukori felpattan az ágyból és már szalad is Kopasznyakúhoz, akivel mustot akarnak dézsmálni. Mitugrász, a szöcske elmenne velük, de Kukori elzavarja. Mitugrász elmegy a Kecske présházába és két darázsnak azt hazudja, Kukori és a Kopasznyakú darazsakat akarnak füröszteni a mustban. A Kecskének, a présház gazdájának is elmondja, hogy a két kakas mustot akar lopni. A darazsak és Kecske is meg akarja leckéztetni a kakasokat. Közben Kotkoda is rájön férje turpisságára. A szőlőhegyen a két darázs belöki a mustba a két kakast és üldözőbe veszik a két elázott tolvajt, miközben Mitugrász gúnyosan nevet rajtuk. Otthon a két musttól ragacsos tollú kakas az eresz alá állva vesz hideg zuhanyt. |     |                         |                                  |              |                      |
| 16. | 3.  | Fogyókúra               | Mata János, Szombati Szabó Csaba | Bálint Ágnes | 1972. november 18.   |
| 17. | 4.  | Kolibri-díj             | Mata János                       | Bálint Ágnes | 1972. augusztus 19.  |
| 18. | 5.  | Köd előttem, köd utánam | Mata János                       | Bálint Ágnes | 1972. október 7.     |
| Kukori sóvárogva tekint Habzsolháp motorbiciklijére, amit Köd előttem, köd utánam-nak hívnak, s a járgány méltó a nevére. Kukori is szeretne magának egyet venni, s látja, Kotkodánál mennyi pénz van. „Szép kis summa!” – jegyzi meg a kakas, s kéri is a feleségét hadd vehessen belőle motorkerékpárt. Kotkoda nem hagyja, mert míg Habzsolháp ésszel használja, Kukori össze-vissza száguldozna vele a cimborájával, Kopasznyakúval. Kukori arra hivatkozik, hogy ezzel vihetné a tojást a városba, de Kotkoda szerint arra ott van az Öreg Sas , aki a hátán fuvarozza az utasokat. El is küldi Kukorit, hogy a Sassal repüljön be a városba, és a pénzt rakja be a takarékbetétkönyvbe. Kukori motorral menne, de Kotkoda nem tágít, és a kakas végül szomorúan elkullog. A Sas-megállóban találkozik Kopasznyakúval, akit nagyon mogorván fogad. Barátja megkérdezi honnan van ennyi pénze. Kukori elmondja neki, hogy nem vehet belőle motort, pedig jókat furikáznának vele. Kopasznyakúnak van egy terve: azt hazudják Kotkodának majd, hogy ellopták a pénzt, aztán Kopasznyakú elrejti és egy idő múlva megveszik belőle a motort. Az elvetemült ötletet még színesíti, hogy az Öreg Sast eltérítenék, hogy ezzel hihetőbbé váljon Kukori meséje. Mivel a Sas naponta kétszer közlekedik, az első járatot kihagyják és elmennek beszerezni néhány eszközt: egy róka és egy farkas álarcot, meg két pisztolyt. Úgy gondolják, az eset nagy port kavarna fel, s talán elterelné Kotkoda figyelmét a pénzről. A Sason még ülnek mások is, köztük egy szószátyár papagáj. Kopasznyakú lesz a farkas, Kukori a róka. Kopasznyakú játékpisztolyát a Sas halántékának szegezi és követeli, hogy a cukorrépaföldön szálljon le. A Sas viszont sejti, hogy a két eltérítő nem az, akinek kiadja magát, mert kappanhangon szólalnak meg. Miközben a Sas útirányt változtat, a két semmirekellő szerencsétlenkedve játssza a gépeltérítőt. A cukorrépaföld Kukoriék háza mellett van. Egy posványos földön akarnak Kopasznyakúék leszállni, de a Sas nem hajlandó ezért a két hitvány légi-kalózért összesározni a csüdjét, s Kopasznyakú amilyen szerencsétlen, nem tud komolyabb fenyegetésnek hangot adni. Hamarosan egy sűrű ködfelhőbe repülnek bele, ezért nem látják merre vannak. A köd beborítja Kukoriék lakóhelyét is. Kotkoda aggódik is a férje miatt és az épp hazatérőt kacsát kérdezi, hogy tudod hazajönni. Hápogi azt feleli, hogy ő is csak lépésben. Kotkoda aggodalmát azonban messze túlhaladja az a rémület, ami a Sas hátán uralkodik. Az utasok rettegnek, hogy lezuhannak, míg a papagáj egyfolytában azt rikácsolja, hogy tengeribetegséget kap. A pánikhangulat miatt Kukoriék is megrémülnek. Kukori az eltűnésre sarkallja barátját, leveszik hát a maszkokat és leugranak, amikor viszonylag alacsonyan repülnek. A szárnyukat kitárják, s szép lassan leereszkednek. Már előre örülnek, hogy bevált a tervük, de nem akárhová esnek, hanem pont Kukoriék házának udvarába. Kukorit épp elkapja Kotkoda, míg Kopasznyakú ezt látva szárnyverdeséssel próbál a levegőben maradni. Kukori ijedtében azt hazudja, hogy eltérítették a Sast, de ő kiugrott. „És a pénz?” – kérdezi Kotkoda. Kukori nem tehet mást, mint hogy visszaadja neki. Kopasznyakú ekkor elengedi magát és nagyot esik a földre, lyukat ütve az udvarban. Kotkoda a pénzt elteszi és a két léha kakas keserűen állapíthatja meg, hogy a pénz is éppúgy köddé vált, mint a motorkerékpár. |     |                         |                                  |              |                      |
| 19. | 6.  | Nyikorgó daráló         | Mata János, Szabó Szabolcs       | Bálint Ágnes | 1972. november 5.    |
| Kukoriék lakhelyét beborította a hó. Kukori örül neki, mert legalább nem kell kapirgálni. De még az unalmas téli napokon is akad munka a kukoricával. Míg Kotkoda töri a konyhában, addig Kukori szépen darálja a kamrában. Mialatt dolgozik felhívja a Kopasznyakú, aki pocokvadászatra invitálná. Kukori menne, de nem lehet, még azzal az álérvvel sem, hogy a pocok rendkívül kártékony állat. „Pedig gondolhatod, hogy én is inkább pocokra vadásznék, mint azt az ócska, nyikorgó darálót tekerni!” – sopánkodik a lusta a kakas. A „nyikorgó” szó hallatán a Kopasznyakúnak eszébe jut valami és arra kéri barátját, hogy amíg meg nem jön, „daráljon nagy odaadással.” Kukori folytatja a munkát, s Kopasznyakú nemsokára megérkezik egy mikrofonos magnóval (akkoriban a tv-riportorek ilyen hordozható készülékeket használtak az interjúkkor). Egy szakaszon felveszik a daráló nyekergését, majd újra lejátsszák és Kotkoda azt hiszi, Kukori dolgozik a kamrában. Kopasznyakú a kirándulásra mindent hozott: fegyvert és ruhát is barátjának, de fegyvertartási- és vadászengedélyük bezzeg nincs, emiatt Kukori aggódik, de Kopasznyakú csak erőlteti és már indulnak is. Alighogy elmennek, beállít Habzsolháp, aki hósöprés közben hallotta, hogy mennyire nyikorog a daráló, ezért kenőolajat hozott Kukorinak. Amint belép a kamrában, észreveszik, hogy Kukori ismét egy ócska trükkel meglógott. A két kakas az erdőben egy fatuskón ül, közben esznek az otthonról hozott kukoricadarából és jó szederből főzött pálinkát innának hozzá, de a lakomát észreveszi a helyi hivatásos vadász, a Varjú, aki nem tétlenkedik az orvvadászokra lecsapni. Megkérdi tőlük, hol az engedély a puskákra és a pocokvadászatra. Mivel Kukoriék nem tudnak felmutatni ilyet, a Varjú letartóztatja őket. Kukoriék menekülnek, hátrahagyva mindent, de a Varjú a fenekükbe ereszt két borspatront. A két kópé egy fa mögött kuporog, miközben két fiatal veréb nekilát a kukoricadarának, de az öreg vadász elkergeti őket onnan, mert az útravalót, amit ő foglalt le, ő is fogyasztja el jog szerint. Mialatt ott lakmározik és iszik a kocavadászok egészségére, Kukori és a Kopasznyakú eltöprengenek azon, mennyivel jobb lett volna otthon kukoricát darálni a fűtött kamrában, közben csipegetnének is belőle, ehelyett itt didereghetnek éhesen szürkületig. |     |                         |                                  |              |                      |
| 20. | 7.  | Acélcsőr                | Mata János                       | Bálint Ágnes | 1973. január 2.      |
| 21. | 8.  | Házvezetőnő             | Mata János                       | Bálint Ágnes | 1972. december 31.   |
| 22. | 9.  | Valami repül            | Mata János                       | Bálint Ágnes | 1972. november 11.   |
| Kukoriéknál éppen nagytakarítás van, ám mint jól ismert, a lusta kakasnak nem füllik foga ehhez. Amint éppen porolja a szőnyeget az udvaron nagy szél kerekedik, s felkapja a szőnyeget is és őt is, hozzávágva a deszkakerítéshez. Ott áll barátja is Kopasznyakú aki megkérdezi, csak nem repülőszőnyeget játszik? Kukori megjegyzi, hogy jó is volna egy igazi repülőszőnyeg, hogy itt hagyhassa a nagytakarítást. Kopasz, mint segítőkész barátja közli vele, hogy a híradóban látott repülő szemét dombot, amit akár otthon is elkészíthet. Nem kell hozzá más csak egy gumimatrac, s valamiféle gáz. Kukori a konyhai propán-bután gázpalackból tölti föl a matracot, s Kopasz, barátja rosszallása ellenére a régi szemétdombot pakolja fel. Aztán felereszkednek a magasba. Kukorinak elsőre nagyon megtetszik, s fentről lekiált barátjának Habzsolhápnak aki szintén dolgozik a háza körül. Azután elkukorékolja magát, de valakit már zavar is a repülő szemétdomb, méghozzá Pulykáékat. Pulykáné napozni szeretne, de most Kukoriék eltakarják a napot előle. A férje Pilkington felszólítja Kukoriékat, hogy álljanak el az útból. A két kakas megtenné, de sajnos nem tudják, mert a kormányzás kérdése jelenleg nem megoldott. Hamarosan feltámad a szél, ami arrébb viszi a repülő szemétdombot. A két lusta kakas ekkor vidáman énekre zendít amint repülnek a magasban. Szemét dombon repülni jó, nincs ennél vígabb léghajó! Repül a krumplihéj, míg csak le nem száll az éj! Repül a háztartási hulladék, lyukas fazék, falomladék, repül a nap… A vidám dalolászásnak rögvest vége szakad, mert a szél beleviszi őket egy gyárkémény füstjébe. Jobb szeretnének hát a rét fölött repülni, viszont a szél más véleményen van. Odahaza Kotkoda észreveszi a férje nincs sehol. Megrémül, hogy netán elrabolták, de a kacsa megnyugtatja, s beszámol neki, hogyan repültek el Kopasszal a szemétdombon. Kotkoda sejti, hogy a semmirekellő Kukori megint újabb ostobaságot talált ki, csakhogy ne dolgozzon a ház körül, ám most, hogy a szemétdomb már nincs itt, a szorgos Kotkoda úgy érzi, végre kitakaríthatja az udvart. Fenn az égen Kopasz bánkódik, hogy a szép fehér pulóverre tiszta kormos lett, nem is beszélve Kukoriról. Egyszer csak egy hatalmasat fúj a szél és belekerülnek egy esőfelhőbe. A víz egész jól kitisztítja Kopasznyakú pulóverét, s lemossa Kukoriról is a kormot, de most majd megfagynak a hidegzuhanytól. Lassan-lassan a meleg rét felé érnek, ám még itt sem lesz nyugtuk. Két vadlúddal találkoznak akik nagyon sietnek, nem véletlenül, mert vadászok vannak a réten és tűz alá veszik a repülő szemétdombot is. Kopasznyakú egy ócska tepsit keres, ami golyóállónak tekinthető, mire Kukori elkezdi szidni, hogyan volt képes rábeszélni őt erre az útra. Persze Kukorit amilyen lusta, nem kellett nagyon erőltetni, s most is csak az vigasztalja, mire hazaérnek addigra Kotkoda végez a nnagytakarítással. Egyszer csak találatot kap a matrac és szökik belőle a gáz. Kopasznyakú befogja a lyukat és diadalmasan felkiált, mivel így megoldotta a kormányzást. Mint a villám indulnak haza, ahol Kotkoda már végzett az udvarral. Habzsolháp megdicséri a tiszta udvart, ám abban a pillanatban lecsap a repülő szemétdomb, amitől Kotkoda halálra rémül, mert azt hiszi kánya. A kacsa nyugtatgatja, hogy ez csak Kukori és a szemétdomb lehet, de Kopasznak kicsúszott a kezéből a lyuk, s most a repülő szemétdomb irányíthatatlanul száguld ide-oda, s fejbe vágja Hápogit is. A másik szomszéd Pulykáné is megretten, ő héjának nézi Kukoriékat. A férje nyugtatgatja, hisz ő itt van a védelmére, de a szemétdomb ismét arra vetődik, s feldönti őket. Egyszer csak a két kakas lezuhan a földre, s matracban pedig már csak kevés gáz marad és mielőtt még leesne, körbe kezd forogni, a szemét pedig szerte landol a szomszédok udvarán. Az amúgy békességet szerető Habzsolháp is nagyon megsokallja, mert a mindig tiszta háza most szemétben fürdik és a medencéjét is beszennyezte a szemét. A kifulladt matrac ráhull két a léha kakasra, akik igyekeznek eltűnni, de Kotkoda ott terem mellettük seprűvel, s takarítani küldi őket. Kukoriéknak az udvar kitakarítása is már elég megterhelő, nem is beszélve arról, hogy hátra van még a két szomszédé. Kukori még megkérdezi nem látott Kopasz a híradóban takarítógépet, de barátja válasza egyértelmű: sajnos nem. A rajzfilmsorozat ezen epizódja is a nyugati divatmániát teszi gúny tárgyává Kukorin keresztül, aki szabadulni akarván a nehéz házimunkától, minden gondolkodás nélkül rááll erre az ötletre, nem számolva a következményekkel. |     |                         |                                  |              |                      |
| 23. | 10. | Dimbes-dombos           | Mata János, Szombati Szabó Csaba | Bálint Ágnes | 1972. október 28.    |
| 24. | 11. | Rovargyűjtés            | Mata János                       | Bálint Ágnes | 1972. október 14.    |
| 25. | 12. | Horgászok               | Mata János                       | Bálint Ágnes | 1972. december 28.   |
| 26. | 13. | A kánya                 | Mata János                       | Bálint Ágnes | 1972. október 21.    |

## A rajzfilm zenéje
A ’70-es években jellemzően a reklámfilmek alatt is zenekarok szolgáltatták a zenét, a Kukori és Kotkodában a főcímzenén kívül azonban mindössze egyetlen elektromos orgona hallható, melyen Lovas Ferenc játszott. Bár a főcím egyszerű dalocskának tűnik, Psota Irénnek és Márkus Lászlónak mégsem volt könnyű dolga, a zene ritmus ugyanis gyakran változik, a háromnegyedek időnként váltakoznak a kétnegyeddel. A főcímdal az egyik epizód előtt

## DVD kiadás

### Kukori és Kotkoda
A DVD 2004. november 2-án jelent meg a MOKÉP videó gondozásában.
Jellemzők:
- Hang: magyar (DD 2.0)
- Kép : 1,33:1 (4:3)
- Régiókód: 2
- Hossza: 67 perc

| Epizódlista |  |
| --- |  |
| 1. Fogyókúra 2. Köd előttem, köd utánam 3. Műmenyét 4. Érik a szőlő 5. Kolibri-díj 6. Nyikorgó daráló 7. Acélcsőr 8. Házvezetőnő |  |

### Kukori és Kotkoda 2. – Kakasviadal
A DVD 2006. szeptember 28-án jelent meg a MOKÉP videó gondozásában.
Jellemzők:
- Hang: magyar (DD 2.0)
- Kép: 1,33:1 (4:3)
- Régiókód: 2
- Hossza: 116 perc

| Epizódlista |  |
| --- |  |
| 1. Saját kacsaúsztató 2. Kacsakórus 3. A születésnapi szemétdomb 4. Hajrá darazsak 5. Tojásfesztivál 6. Volt-nincs 7. A hattyú 8. Rézsarkantyú 9. Végtelen giliszta 10. Aranytojás 11. Kakasviadal 12. Dimbes-dombos 13. Horgászok 14. A kánya 15. Valami repül |  |

## Érdekességek
- 1981-ben a Szerencsi Édesipari Vállalat csokoládéinak papírján a Kukori és Kotkoda figurái is szerepeltek.
- A Kukori és Kotkoda nemcsak csokoládépapír, de 2*120 db-os kirakós játék formájában is megjelent.
- Mata János a figurákat tojásformákból rakta össze, hogy a gyerekek is könnyen meg tudják őket rajzolni, így a tyúkok teste, feje és csőre is tojás formájú.[3]
- Gondosan ügyeltek a szereplők környezetének kialakítására, Kukori és Kotkoda parasztházban laktak, Hápogi pedig modern házban úszómedencével. Hápoginak robogója is volt, ezt annak apropóján írta bele Bálint Ágnes a történetbe, hogy akkoriban Mata Jánosnak is volt egy robogója.[3] Egyes szereplőknek autója is volt, amik mind valódi, ismert autók grafikái voltak, így például a betörő rókák VW bogárral, a Szöcske pedig Jaguar E-Type-al közlekedett.
- 1970-ben a televízió még fekete-fehér volt, ám a rajzfilmsorozatot színesben készítették, mivel azt tervezték, hogy moziban is vetítik majd. Ezért a Kukori és Kotkoda esetében hideg színskálával dolgoztak, hogy megfelelő szürke árnyalatokat kapjanak.[3]
- A második szériában Kotkoda új hangot kapott, az őt megszólaltató Psota Irén ugyanis akkoriban Amerikában vendégszerepelt, ezért Hacser Józsa lett Kotkoda új hangja.[6]
- A jellegzetes káráló hang Márkus László ötlete volt.[6]
- A Kacsakórus című epizódban a Kacsa Pongrác valójában Kacsóh Pongrác magyar zeneszerző nevére utal.

## Hanglemez
1982-ben megjelent a Pepita hanglemez kiadónál a Kukori című hanglemez, amely a rajzfilmsorozat alapján készült. A hanglemezen a rajzfilmsorozat szereplőinek hangjai Márkus László, Psota Irén és Szuhay Balázs énekelte a Magyar Rádió vonós tánczenekarának közreműködésével. A zenéjét Lovas Ferenc szerezte, a dalszövegeket Bálint Ágnes írta.
| Dal                | Perc | Dátum | Előadók                      | Zeneszerző(k) és dalszövegíró(k) | Album                              |
| ------------------ | ---- | ----- | ---------------------------- | -------------------------------- | ---------------------------------- |
| Kukori, Kotkoda... | 2:20 | 1982  | Márkus László, Psota Irén    | Lovas Ferenc, Bálint Ágnes       | (Pepita SPS 70538, 1982. A oldal.) |
| Kapirgálni jó...   | 3:10 | 1982  | Márkus László, Szuhay Balázs | Lovas Ferenc, Bálint Ágnes       | (Pepita SPS 70538, 1982. B oldal.) |

- Közreműködött: A Magyar Rádió vonós tánczenekara
- Vezényelte: Gyulai Gaál János

A Magyar Rádió felvétele

## Könyvek
1985-ben jelent meg az a 64 oldalas képeskönyv, melynek szövegét Bálint Ágnes írta, tervezője Mata János, rajzolója pedig Radvány Zsuzsa volt. 2006-ban egy Kukori és Kotkoda kifestőkönyv is napvilágot látott a Capital 2000 Kft. gondozásában. 2009-től 2012-ig megjelent a Móra könyvkiadónál a Kukori és Kotkoda című meseregények a rajzfilmsorozat alapján Mata János rajzaival.
- Bálint Ágnes: Kukori és Kotkoda: Képeskönyv. Budapest: Kossuth Kiadó, 1985. ill.[8]
- Kukori és Kotkoda kifestőkönyv (2006)
- Bálint Ágnes: Kukori és Kotkoda - A végtelen giliszta. Budapest: Móra Kiadó, 2009.[9]
- Bálint Ágnes - Németh Ágnes: Kukori és Kotkoda - A születésnapi szemétdomb. Budapest: Móra Kiadó, 2010.[10]
- Bálint Ágnes - Németh Ágnes: Kukori és Kotkoda - A nyikorgó daráló. Budapest: Móra Kiadó, 2012.[11]